# 梶原正昭
梶原 正昭（かじはら まさあき、1927年8月7日 - 1998年9月23日）は、日本の国文学者。早稲田大学名誉教授。軍記物語を研究。
神奈川県出身。1954年早稲田大学第一文学部卒業、1956年同大学大学院文学研究科修士課程修了、1959年同博士課程修了。1963年早稲田大学教育学部専任講師、1965年助教授、1970年教授。1998年、定年退職、名誉教授。　

## 著書
- 『平家物語』講談社現代新書、1967年
- 『平家物語』岩波セミナーブックス、1992年6月
- 『鹿の谷事件 平家物語鑑賞』武蔵野書院、1997年7月
- 『軍記文学の位相』汲古書院 1998年3月
- 『平家残照』新典社 1998年4月 （新典社研究叢書）
- 『頼政挙兵 平家物語鑑賞』武蔵野書院、1998年12月
- 『室町・戦国軍記の展望』和泉書院、1999年12月（研究叢書）

## 共編著
- 矢代和夫共著『将門伝説 民衆の心に生きる英雄』新読書社 1966年
- 『義経記』小学館 1971年10月（日本古典文学全集）
- 加美宏、矢代和夫共編『軍記文学』桜楓社、1974年
- 『将門記 1-2』平凡社 1975-76年（東洋文庫）
- 『平家物語』桜楓社 1977年3年
- 『平家物語』尚学図書 1982年6月（鑑賞日本の古典）
- 『陸奥話記』現代思潮社 1982年12月（古典文庫）
- 秋永一枝共編『平家物語 前田流譜本 1-4』早稲田大学出版部 1984-85年 （早稲田大学蔵資料影印叢書）
- 『平家物語必携』学燈社、1985年11月
- ジュリア・ミーチ=ペカリク共編『保元平治合戦図』角川書店、1987年11月
- 『太平記 乱世の男たち』学習研究社、1990年12月 （ワインブックス）
- 山下宏明と校注『新日本古典文学大系 平家物語』岩波書店、1991-93年、のち岩波文庫
- 『平家語り伝統と形態』有精堂出版、1994年9月（あなたが読む平家物語）
- 『曽我・義経記の世界』汲古書院、1997年12月（軍記文学研究叢書）
- 『平家物語 主題・構想・表現』汲古書院 1998年10月（軍記文学研究叢書）
- 『軍記文学とその周縁 汲古書院』2000年4月（軍記文学研究叢書）
- 大津雄一、野中哲照と校注・訳『新編日本古典文学全集 53　曾我物語』小学館、2002年3月

## 記念論集
- 『軍記文学の系譜と展開』梶原正昭先生古稀記念論文集刊行会 汲古書院 1998年3